# تامز دیتون
تامز دیتون (به انگلیسی: Thames Ditton) یک روستا در بریتانیا است که در ساری (انگلستان) واقع شده‌است. تامز دیتون ۱٫۸۸ کیلومتر مربع مساحت و ۶٬۳۰۷ نفر جمعیت دارد.